# Tarık Çetin
Tarık Çetin (* 8. Januar 1997 in Izmir) ist ein türkischer Fußballtorhüter.

## Karriere

### Verein
Çetin kam in Kadıköy, einem asiatischen Stadtteil Istanbuls, auf die Welt und begann 2008 in der Nachwuchsabteilung von Belediye Derincespor mit dem Vereinsfußball. Nach einem Jahr wechselte er in die Jugend des Stadtrivalen Fenerbahçe Istanbul. Zur Saison 2017/18 erhielt er von Fenerbahçe einen Profivertrag und wurde ab der Saisonrückrunde an den Drittligisten Fatih Karagümrük SK ausgeliehen. Sein Leihvertrag wurde im Sommer 2018 um eine weitere Saison verlängert. Bei diesem Verein etablierte er sich als Stammtorhüter und stieg mit diesem durch den Play-off-Sieg der Drittligasaison 2018/19 in die TFF 1. Lig auf.
Im Rahmen der Ablöseverhandlungen bei der Verpflichtung von Vedat Muriqi wurde Çetin gemeinsam mit drei weiteren Mitspielern von Fenerbahçe an Çaykur Rizespor abgegeben.

### Nationalmannschaft
Çetin startete seine Nationalmannschaftskarriere im Jahr 2012 mit einem Einsatz in der türkischen U-16-Nationalmannschaft.

## Erfolge
Mit Fatih Karagümrük SK
- Play-off-Sieger der TFF 2. Lig und Aufstieg in die TFF 1. Lig: 2018/19